# Vittia salina
Vittia salina är en bladmossart som beskrevs av Lars Hedenäs och Jesús Muñoz 2002. Vittia salina ingår i släktet Vittia och familjen Amblystegiaceae. Inga underarter finns listade i Catalogue of Life.